# China Harbour Engineering Company
China Harbour Engineering Company es un contratista de ingeniería y una subsidiaria de China Communications Construction Company (CCCC), que brinda construcción de infraestructura, como ingeniería marina, dragado y recuperación, carreteras y puentes, vías férreas, aeropuertos y construcción de plantas.  Es la segunda empresa de dragado más grande del mundo, realizando proyectos en Asia, África y Europa.

## Historia
La empresa se estableció en diciembre de 2005 durante la fusión de China Harbour Engineering Company Group (fundada en 1980) con China Road and Bridge Corporation en CCCC.
La División de África Meridional (SAD) de CHEC se estableció en 2006 en Luanda, Angola, construyendo negocios en 9 países, incluidos Angola, Namibia, Sudáfrica, Zambia, Mozambique, Madagascar, Zimbabue, Botsuana en nombre de CHEC.

## Proyectos
CHEC ha ganado grandes contratos de dragado, particularmente en el Medio Oriente y Asia. En enero de 2011, la empresa se adjudicó un contrato de 880  millones de dólares estadounidenses para la primera fase del proyecto del puerto de New Doha, que implicó la excavación de 58 millones de metros cúbicos de material (cubriendo un área de 3,2 kilómetros cuadrados a una profundidad de 18 metros) y la construcción de un muro de muelle de 8 kilómetros de longitud y un dique de escollera de 5 kilómetros.
Además de su especialidad como draga, el resto del negocio principal es la construcción en los campos de ingeniería marina, carreteras y puentes, aeropuertos, centrales eléctricas, ferrocarriles, suministro de agua y protección ambiental.
Construcción del Puerto de Hambantota en Sri Lanka.
- Construcción de un puerto en Lolabé en Camerún para dar servicio al ferrocarril de mineral de hierro de Mbalam , firmado en 2010.
- Pan-Mediterranean Engineering Company (PMEC, la subsidiaria de China Harbour) está construyendo, desde 2015, la Terminal Sur en el Puerto de Ashdod en Israel.
- Puente de la Amistad China-Maldivas , Maldivas
- Corredor Metro-4 de Bombay
- Proyecto EPC del puerto de aguas profundas de Lekki de Nigeria en 2012 El valor del contrato del proyecto de la Fase I es de alrededor de US $ 679  millones y el período de construcción es de 42 meses.

### Costa Rica
Ampliación de dos carriles, uno en cada sentido, a cuatro carriles, dos en cada sentido en la Ruta 32 entre Guápiles y Puerto Limón. Proyecto iniciado en 2018, entrega estimada en 2020. Y a la fecha del 2023 no han terminado

### Colombia
El gerente general del Metro de Bogotá, el Sr. Andrés Escobar Uribe, anunció el 17 de octubre que Apca Transmimetro, compuesta por China Harbour Engineering Company y Xi'An Metro Company, ha sido elegida para un contrato de $5,160 millones de dólares para diseñar, construir, operar y mantener Línea 1 del metro de Bogotá.

## Controversias
En 2018, el ministro de Estado de Finanzas y Medios de Comunicación de Sri Lanka, Eran Wickramaratne , pidió una investigación sobre CHEC tras los informes de que había financiado la campaña de Mahinda Rajapaksa durante las elecciones presidenciales de Sri Lanka de 2015. CHEC negó haber financiado la campaña electoral.
La empresa fue inhabilitada por el Banco Mundial por soborno en Bangladés.
El caso de la coima de la empresa China Harbour Engineering Company (CHEC) Ltd. se ha convertido en un tema central de confrontación entre los seguidores del presidente Luis Arce y los del expresidente Evo Morales. Todo comenzó con una denuncia de soborno y corrupción por parte del frente evista, cuando se reveló que CHEC había coimeado para adjudicarse una obra pública. Esta denuncia ha tenido implicaciones políticas y ha amenazado la unidad del partido en el gobierno. En respuesta, el Gobierno ha anunciado que investigará contratos previos con la compañía china. Se cuestiona cómo una empresa con antecedentes cuestionables pudo obtener contratos millonarios sin ser vetada internacionalmente.